# 朔ユキ蔵
朔 ユキ蔵（さく ユキぞう）は、日本の漫画家。女性。栃木県出身。代表作は『ハクバノ王子サマ』、『セルフ』など。

## 来歴
20歳のころ、初めて本格的に漫画を描き、同人誌を作る。同人誌即売会で成年マンガ誌の編集者に声をかけられたことをきっかけに、1997年、『コミックライズ』（メディアックス）に掲載された「きのうの裏庭」でデビュー。成人向け漫画雑誌で活動した後、一般向け漫画雑誌に活動の場を移している。

## 作品リスト

### 漫画作品

#### 一般向け漫画作品

##### 連載
- 『つゆダク』 （小学館『ビッグコミックスピリッツ』2002年17号 - 2004年53号、全10巻）
- 『ハクバノ王子サマ』 （小学館『ビッグコミックスピリッツ』2005年21･22合併号 - 2008年26号、全10巻）
- 『セルフ』 （小学館『ビッグコミックスピリッツ』2008年36･37合併号 - 2010年23号、全4巻）
- 『黒髪のヘルガ』 （太田出版『マンガ・エロティクス・エフ』2010年vol.64 - 2011年vol.69、〈F×COMICS〉、全1巻）
  1. 2011年8月18日発売[6]、ISBN 978-4-77832-146-8
- 『お慕い申し上げます』 （集英社『ジャンプ改』、2011年1号 - 2014年11月号、全6巻）
- 『神様の横顔』 （講談社『月刊モーニングtwo』2015年6月号 - 2016年6月号、全3巻）

##### 読切
- ヌキまくり（竹書房『近代麻雀ゴールド』2003年5月号）
- 幸せ者はすべて憎しみの対象です（『マンガ・エロティクス・エフ』2004年vol.27）
- 大字子宮村（『マンガ・エロティクス・エフ』2004年vol.28）
- 怨み節（『マンガ・エロティクス・エフ』2004年vol.29）
- 氾痴羅聖戦士 MACHIKO（秋田書店『週刊少年チャンピオン バトル増刊 バトリズム』、2004年）
- リフレク戦士 MACHIKO（『週刊少年チャンピオン 増刊 格闘チャンピオン』、2005年） ※原作：大西祥平
- 私におってます（『マンガ・エロティクス・エフ』2005年vol.31）
- 日本語通じない（『マンガ・エロティクス・エフ』2005年vol.32）
- 母が上京（『マンガ・エロティクス・エフ』2005年vol.35）
- 星が降る（『マンガ・エロティクス・エフ』2006年vol.41）
- したくないの?（小学館『ビッグコミックスピリッツCasual』2008年17号）
- 通りにいる子。（集英社『スーパージャンプ』2010年16号）
- サロメ（集英社『スーパージャンプ増刊 ガールズジャンプ』2010年1号）
- お前は誰だ！（『ビッグコミックスペリオール』2024年5号[7]）
- お前は誰だ！－独白－（『ビッグコミックスペリオール』2024年14号[8]）
- 未練の唄をうたおう（『ビッグコミックオリジナル増刊』2025年5月12日号[9]）

#### 成人向け漫画作品

##### 書籍
1. 『夢のような』 （1999年6月発売、メディアックス〈MDコミックス〉、ISBN 4-89613-378-1）
  - きのうの裏庭（『コミックライズ』1997年12月号）※デビュー作[4][5]
  - ラブドーター（『コミックライズ』1998年3月号）
  - 陽のあたる庭（『コミックライズ』1998年5月号）
  - 回帰バス（『コミックライズ』1998年7月号）
  - 色あせた世界（『コミックライズ』1998年9月号）
  - 夢のような（『コミックライズ』1998年12月号）
  - 帰郷の使者（『コミックライズ』1999年2月号）
  - Q&A
  - 中距離走者の快楽
2. 『チマタのオマタ』 （2001年1月発売、ワニマガジン社〈ワニマガジンコミックス〉、ISBN 4-89829-425-1）
  - せいきまつごっこ（『COMIC快楽天』1999年7月号）
  - 私の愛したコロッケじじい（『COMIC快楽天』1999年9月号）
  - 向こう岸の少年（『COMIC快楽天』1999年11月号）
  - 明日に向かって吠えろ（『COMIC快楽天』1999年12月号）
  - 愛してやる（『COMIC快楽天』2000年1月号）
  - そこにいた男（『COMIC快楽天』2000年3月号）
  - 俺は逃げる（『COMIC快楽天』2000年5月号）
  - 素敵なふたり（『COMIC快楽天』2000年7月号）
  - 絶望ウォッチング（『COMIC快楽天』2000年8月号）
3. 『モウソウマニアおんなのこ』 （2001年3月発売、メディアックス〈MDコミックス〉、ISBN 4-89613-442-7）
  - TSUTTAKA江口先生（『コミックライズ』1998年10月号）
  - 彼女に空手チョップをくらわす日（『コミックライズ』1999年1月号）
  - 月夜にふたり（『コミックライズ』1999年6月号）
  - ぼくとかのじょ（『コミックライズ』1999年9月号）
  - ぐるぐるループ（『コミックライズ』2000年3月号）
  - 暴力喪失（『コミックライズ』2000年7月号）
  - 季節の変わり目
  - 独断専行ガール
  - 白昼モウソウヘブン
4. 『無軌道メルヘン』 （2001年9月1日発売[10]、コアマガジン〈ホットミルクコミックスEX〉、ISBN 4-87734-482-9）
  - しずく（『漫画ばんがいち』1998年12月号）
  - 眠り姫（『漫画ばんがいち』1999年2月号）
  - FOX in the TRAIN（『漫画ばんがいち』1999年4月号）
  - Over Yonder（『漫画ばんがいち』1999年6月号）
  - DAY GAME（『漫画ばんがいち』1999年8月号）
  - おにいちゃんのあし（『漫画ばんがいち』1999年10月号）
  - 告白（『漫画ばんがいち』2000年1月号）
  - へんてこ（『漫画ホットミルク』2000年3月号）
  - 屋根の上を散歩。（『漫画ばんがいち』2000年4月号）
  - ムズムズのリズム（『漫画ばんがいち』2001年7･8月合併号）
5. 『少女、ギターを弾く』 （ワニマガジン社〈ワニマガジンコミックス〉、全2巻）
  1. 2001年12月発売、ISBN 4-89829-912-1
    - 少女、ギターを弾く（『COMIC快楽天』2001年5月号 - 同年9月号）
    - 酩酊文学少女（『COMIC快楽天』2000年9月号、第1巻収録）
    - シンボリックガール ラブソング（『COMIC快楽天』2000年11月号、第1巻収録）
    - 逆走センチメンタル少女（『COMIC快楽天』2001年1月号、第1巻収録）
    - 脱性少年的カイテキ妄想生活（『COMIC快楽天』2001年3月号、第1巻収録）

  2. 2003年2月発売、ISBN 4-89829-938-5
    - 幻のひとさらい（『COMIC快楽天』2002年3月号、同年4月号、第2巻収録）
    - 練馬腐れ酒学園（『COMIC快楽天』2003年2月号、第2巻収録）

##### 読切（成人向け）
- 屋根の上を散歩（『漫画ばんがいち』2000年4月号）
- からっ風ブギ（『コミックライズ』2001年2月号、『COMIC快楽天』2003年5月号再録）
- 放尿少女隊参上（『コミックライズ』2001年7月号）
- 檄!放尿少女隊（『COMIC快楽天』2003年3月号）
- いばりゆかしき（『COMIC快楽天』2004年7月号）

### イラスト
- 『つぼみ』2010年vol.9、芳文社、カラーイラスト

## アシスタント
- 青山景
- 高田康太郎